# Aït Daoud
Aït Daoud (arabiska: أيت داوود) är en stad i Marocko. Den ligger i provinsen Essaouira och regionen Marrakech-Safi, 400 km sydväst om huvudstaden Rabat. Antalet invånare var 2 957 vid folkräkningen 2014.